# 極嬢監禁らいふ! 〜男は黙ってご奉仕なさい〜
『極嬢監禁らいふ! 〜男は黙ってご奉仕なさい〜』（ごくじょうかんきんらいふ おとこはだまってごほうしなさい）は、日本のアダルトゲームブランド・スワンマニアが2011年3月31日に発売した18禁アドベンチャーゲーム。

## 概要
有限会社アセンドアイの低価格ブランドの一つ・スワンマニアの第26作。スワン系ブランドでBDSMを題材にしたものは過去に『ふたりはドM委員長!』など何作か存在するが、主人公がマゾの立場となるタイトルは本作が初めてである。

### ゲームシステム
主人公はスタート時点で1000万円の借金を背負っており、仕事パートでは監禁されている北白川家の屋敷内で使用人として働いて借金を返済して自由の身を目指すことになるが、あえて正攻法で借金を返済せず「所有者」である凛子の理不尽な命令に絶対服従を貫いて気に入られることにより、借金の帳消しを目指す道もある。

## ストーリー
野村貴博はお人好しな性格が災いして周囲の大人や友人に何度も騙され、遂には背負った借金の総額が1000万円になってしまった。借金の取り立てに追われて逃げまどうも力尽き、このまま身ぐるみ剥がされて一巻の終わりかと思ったところで側を通りかかった令嬢・北白川凛子が借金の肩代わりを申し出て、貴博は凛子が肩代わりした借金を返済する為に北白川家で働くことになる。しかし、貴博の「所有者」である凛子からはまるで人間扱いされず理不尽な命令ばかりを強要され、最初の内こそ凛子の横暴に反発していた貴博であったが、借金返済の為にやむなく服従を続けているうちにマゾヒズムの快楽へと目覚めてしまう。

## 登場人物
野村 貴博（のむら たかひろ）
主人公。家族は既に亡く、フリーターとして生計を立てていたがお人好しな性格に付け込まれて次々に借金を背負い、取立てに追われる身となってしまう。ところが、北白川家の令嬢・凛子が借金を肩代わりして貴博の身元を引き受けたことで北白川家の使用人として働くことになる。しかし、貴博を待ち受けていたのは使用人とは名ばかりで凛子の横暴に絶対服従を強いられる奴隷同然の境遇であった。
北白川 凛子（きたしらかわ りんこ）
大資産家・北白川家の令嬢。借金の取り立てに追われていた貴博に興味を抱く、その身元を引き受けた貴博の「所有者」。性格は傲慢不遜、根っからのサディストであり貴博に絶対服従を強いる。
高谷 知美（たかや ともみ）
北白川家のメイド。凛子に絶対の忠誠を誓っており、面識の無い相手には凛子に仇為す者に容赦はすまいと言わんばかりの硬い態度で接してくるが、本人は可愛い物好きかつ重度のマゾヒスト。

## スタッフ
- シナリオ - 南条巴
- 原画 - 鬼MAYUGE
- 音楽 - Arp